# Harpers Ferry National Historical Park
L'Harpers Ferry National Historical Park si trova alla confluenza del fiume Potomac con il fiume Shenandoah in ed intorno a Harper's Ferry, nella Virginia Occidentale. Il parco comprende terreni della Contea di Jefferson (Virginia Occidentale), della Contea di Washington (Maryland) e della Contea di Loudoun (nella Virginia).
La struttura viene gestita dal National Park Service, un'agenzia del Dipartimento degli Interni degli Stati Uniti d'America. Originariamente designato come Monumento Nazionale nel 1944, fu dichiarata Parco nazionale storico dal Congresso nel 1963.
Esso comprende la storica città di Harper's Ferry, notevole centro dell'industria nel XIX secolo e teatro del raid di John Brown contro Harpers Ferry, un tentativo di insurrezione capeggiata da influenti membri dell'abolizionismo negli Stati Uniti d'America.
Composto da quasi 4.000 acri (16 km²), include il sito di cui Thomas Jefferson scrisse a suo tempo: "Il passaggio del Potomac attraverso i Monti Blue Ridge è forse una delle scene più stupende della natura" dopo aver visitato l'area nel 1783.
A causa di un misto di eventi storici ed ampie opportunità ricreative, il tutto compreso entro 50 miglia (80 km) da Washington, il parco è stato elencato nel National Register of Historic Places a partire dal 15 ottobre del 1966. Il Sovrintendente è attualmente Tyrone Brandyburg.

## Note

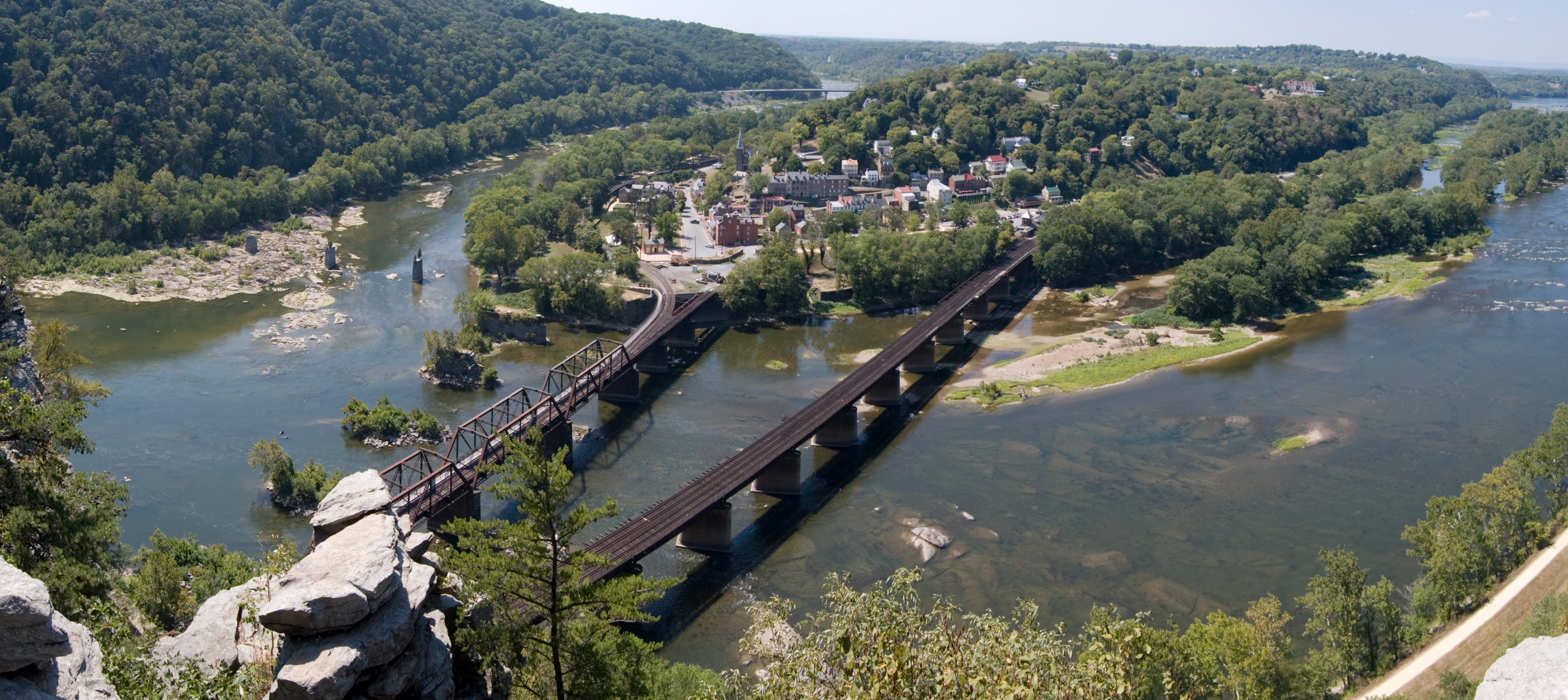
Veduta panoramica di Harper's Ferry dalla costa del Maryland.